# アンサール・アル＝シャリーア (チュニジア)
チュニジアのアンサール・アル＝シャリーア（Ansar al-Sharia、アラビア語: أنصار الشريعة）は、チュニジア国内で活動するイスラム過激派組織。1,000人程度の勢力をもつとされている。チュニジア政府をはじめ、国際連合、アラブ首長国連邦、イギリス、アメリカ合衆国からテロ組織と認定されている。

## 背景
ジャスミン革命後、ザイン・アル＝アービディーン・ベン・アリー政権下で、それまで政治犯として収監されていたイスラム主義者たち多数が解放され、その中には2000年6月にタレク・マールフィとともにチュニジア戦闘集団を結成したアブ・アヤド・アル＝チュニシ (Abu Ayadh al-Tunisi) らも含まれていた。
アブ・アヤドは、2011年4月にアンサール・アル＝シャリーアを結成した。この集団は、メディア部門としてアル＝ケラワン・メディア財団 (al-Qairawan Media Foundation) を設立し、ブログやFacebookページ、雑誌などのメディア回路を設けた。
アンサール・アル＝シャリーアは、収監中のイスラム主義者の釈放を求める運動を展開し、その対象はオマル・アブドッラフマーンやアブ・カターダ、さらにイラクの聖戦アル＝カーイダ組織に加わってイラクで収監されているチュニジア人戦闘員たちに及んだ。
アンサール・アル＝シャリーアは、2012年にケルアンで全国大会を開催し、そこでアブ・アヤドは、チュニジアのメディア、教育、観光、商業分野のイスラーム化と、世俗的性格のチュニジア労働総同盟に対抗するイスラム主義労働組合の結成を呼びかけた。
アンサール・アル＝シャリーアのメンバーは、チュニジアにおけるイスラームへの冒涜に対する諸々の抗議活動に定期的に加わってきており、多数の暴力沙汰に関わってきたものと疑われており、その証拠はほとんど提示されていないものの、活動自体が禁じられてきた。チュニジア内務省は、2013年における一連の政治的暗殺を背後から操っていたのはアンサール・アル＝シャリーアであったと糾弾している。関連する事件には、2011年10月に起きた映画『ペルセポリス』を放映したテレビ局への襲撃、2012年6月の議論を呼んだ美術展覧会への襲撃、2012年9月のアメリカ大使館襲撃事件や、チョクリ・ベレイド（2013年2月）とモハメド・ブラヒミ（2013年7月）の暗殺事件などがある。

## 対外関係

### テロ組織としての指定
以下の国ないし組織は正式にチュニジアのアンサール・アル＝シャリーアをテロ組織として認定している。
| 国         | 日付          | 参照          |
| ---------- | ------------- | ------------- |
| チュニジア | 2013年8月     | [ 11 ]        |
| アメリカ   | 2014年9月23日 | [ 12 ] [ 13 ] |
| イギリス   | 2014年4月     | [ 14 ]        |

### 連合
アンサール・アル＝シャリアと同盟関係にあるテロ組織。
| テロ組織                | 日付 | 参照          |
| ----------------------- | ---- | ------------- |
| ISIL                    | 2014 | [ 15 ] [ 16 ] |
| Ansar al-Sharia (Libya) | 2013 |               |
| Katibat Uqbah Ibn Nafaa | 2013 |               |

## 関連文献
- Daveed Gartenstein-Ross, Bridget Moreng & Kathleen Soucy, Raising the Stakes: Ansar Al-Sharia in Tunisia's Shift to Jihad (International Centre for Counter-Terrorism - The Hague, 2014)
- Daveed Gartenstein-Ross,  Ansar al-Sharia Tunisia's Long Game: Dawa, Hisba and Jihad (International Centre for Counter-Terrorism - The Hague, 2013)